# Раковец (Румунія)
Рако́вец (рум. Racovăț) — село у повіті Ботошані в Румунії. Входить до складу комуни Помирла.
Село розташоване на відстані 407 км на північ від Бухареста, 47 км на північний захід від Ботошань, 142 км на північний захід від Ясс. Неподалік від села розташований пункт пропуску на кордоні з Україною Раковець—Дяківці.

## Населення
За даними перепису населення 2002 року у селі проживали 363 особи, усі — румуни. Усі жителі села рідною мовою назвали румунську.